# Gmina Włoszczowa
Die Gmina Włoszczowa ist eine Stadt-und-Land-Gemeinde im Powiat Włoszczowski der Woiwodschaft Heiligkreuz in Polen. Sitz des Powiats und der Gemeinde ist die gleichnamige Stadt mit 10.165 Einwohnern (2016).

## Geschichte

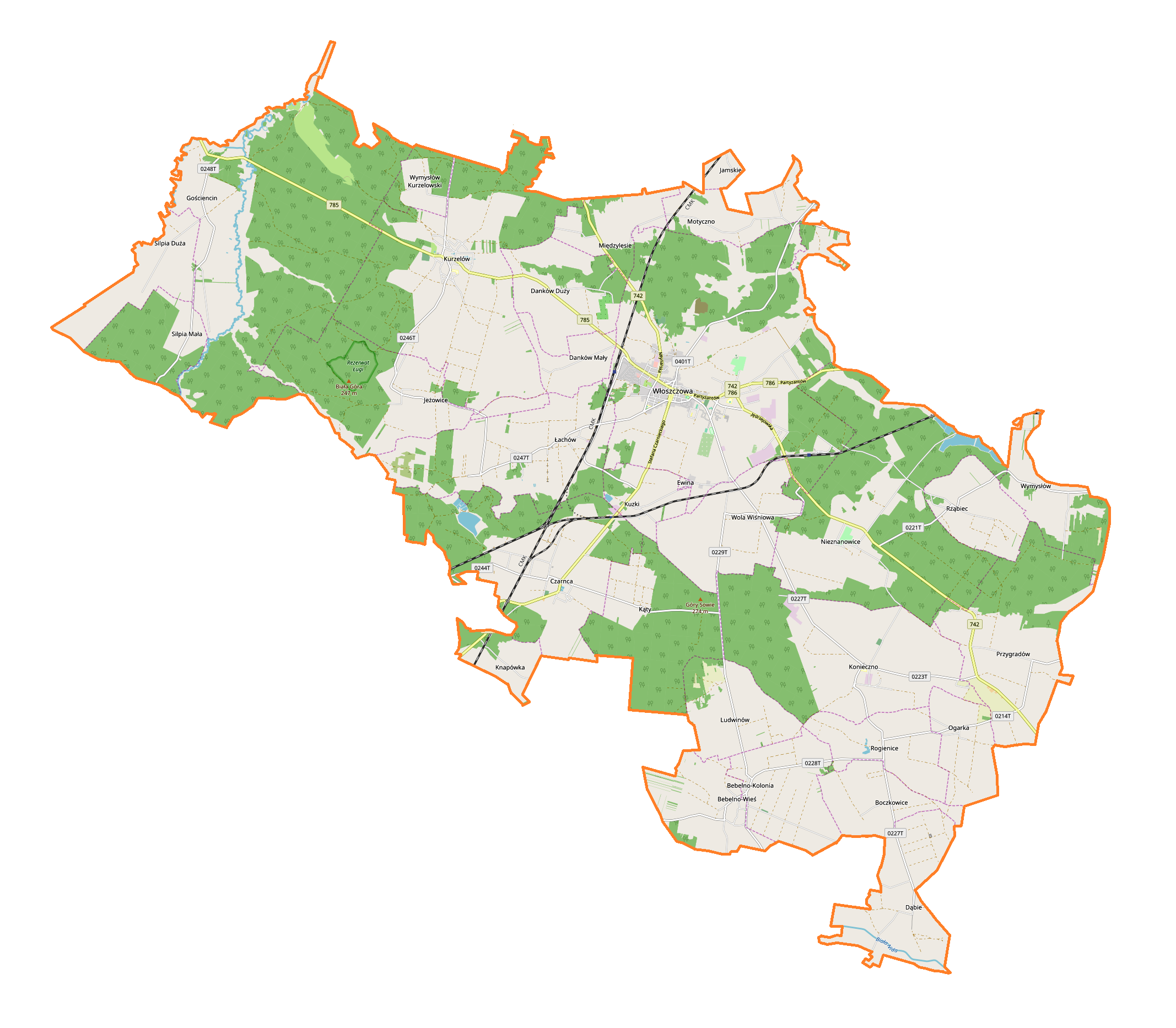
Karte der Gemeinde

Von 1975 bis 1998 gehörte die Gemeinde zur Woiwodschaft Kielce.

### Gemeindepartnerschaft
- Le Passage, Frankreich

## Gliederung
Zur Stadt-und-Land-Gemeinde (gmina miejsko-wiejska) gehören neben der Stadt Włoszczowa folgende Dörfer mit einem Schulzenamt:
Bebelno-Kolonia
Bebelno-Wieś
Boczkowice
Czarnca
Danków Duży
Danków Mały
Dąbie
Ewina
Gościencin
Jamskie
Jeżowice
Knapówka
Kąty
Konieczno
Kurzelów
Kuzki
Ludwinów
Łachów
Międzylesie
Motyczno
Nieznanowice
Ogarka
Podłazie
Przygradów
Rogienice
Rząbiec
Silpia Duża
Silpia Mała
Wola Wiśniowa
Wymysłów
Wymysłów Kurzelowski
Weitere Ortschaften der Gemeinde sind Kaleń, Klekot, Martynnik, Mościska, Nadolnik und Wyrąb.

## Verkehr
Die Gemeinde und ihr Hauptort liegen an den Bahnstrecken Grodzisk–Zawiercie mit dem Bahnhof Włoszczowa Połnoc – an dem nur Fernzüge halten und  Kielce–Fosowskie mit den Nahverkehrshalten Włoszczowa und Czarnca. Die beiden Strecken kreuzen sich südwestlich der Stadt.